# Pavlov's Dog
Pavlov's Dog é uma banda estadunidense de rock progressivo e AOR formada em 1972 na cidade de Saint Louis.

## História
A banda era composta originalmente por David Surkamp (vocal e guitara), Steve Scorfina (guitarra), Mike Safron (bateria), Rick Stockton (baixo), David Hamilton (teclado), Doug Rayburn (mellotron e flauta) e Siegfried Carver (nascido Richard Nadler). Richard Nadler deixou a banda após o primeiro álbum. Em 1976, após o lançamento do segundo álbum At the Sound of the Bell, David Hamilton deixou a banda, sendo substituido por Tom Nickeson. O ex-baterista dos Yes Bill Bruford participou em algumas sessões da banda, e o terceiro álbum contava com Kirk Sarkisian na bateria.
O álbum de estréia Pampered Menial foi lançado em 1974 e o segundo álbum At the Sound of the Bell em 1976. A banda gravou um terceiro álbum em 1977, mas devidos às baixas vendas dos anteriores, a Columbia Records resolveu não lançá-los, levando ao fim da banda. O álbum acabou sendo lançado nos anos 1980 sob forma de bootleg, uma edição limitada produzida a partir de gravações roubadas. Foi lançada como nome The St. Louis Hounds, sem o nome Pavlov's Dog na capa. Foi relançado legitimamente em CD em 1994 pela gravadora alemã TRC.
A voz única de David Surkamp é comparada a de Geddy Lee, vocalista do Rush. Quando a banda terminou no final da década de 1970, havia falsos rumores que Surkamp havia falecido, apesar de ele ter participado com o ex-membro do Fairport Convention Ian Matthews na banda Hi-Fi.
Em 26 de junho de 2004 um concerto em Saint Louis reuniu novamente a formação original da banda, exceto por Siegfried Carver.

## Integrantes
- David Surkamp - vocal e guitara) (1972-1978)
- Steve Scorfina - guitarra (1972-1978)
- Mike Safron - bateria (1972-1978)
- Rick Stockton - baixo (1972-1978)
- David Hamilton - teclado (1972-1976)
- Doug Rayburn - mellotron e flauta (1972-1978)
- Siegfried Carver (1972-1976)
- Tom Nickeson - teclado (1976-1978)

## Discografia
- Pampered Menial (1974)
- At the Sound of the Bell (1976)
- Third, também lançado como St. Louis Hounds (1977)
- Lost In América (1990)